# Episodi di Rescue Special Ops (terza stagione)
La terza stagione di Rescue Special Ops, composta da 22 episodi, è stata trasmessa sul canale australiano Nine Network dal 30 maggio 2011 al 5 settembre 2011. 
In Italia va in onda in prima visione su Joi dal 13 settembre 2011 al 22 novembre 2011, alle ore 21:00, con un doppio episodio.
| nº | Titolo originale                 | Titolo italiano           | Prima TV USA     | Prima TV Italia   |
| -- | -------------------------------- | ------------------------- | ---------------- | ----------------- |
| 1  | Ambushed                         | Una Nuova Sfida           | 30 maggio 2011   | 13 settembre 2011 |
| 2  | Fearless                         | Ospite Inatteso           | 30 maggio 2011   | 13 settembre 2011 |
| 3  | True Romance                     | Una Vera Storia d'Amore   | 6 giugno 2011    | 20 settembre 2011 |
| 4  | Secrets and Lies                 | Segreti e Bugie           | 6 giugno 2011    | 20 settembre 2011 |
| 5  | Him or Me                        | Lui o Me                  | 13 giugno 2011   | 27 settembre 2011 |
| 6  | Demon Days                       | Colpi Bassi               | 13 giugno 2011   | 27 settembre 2011 |
| 7  | Man in the Machine               | Il Lavoro di una Vita     | 20 giugno 2011   | 4 ottobre 2011    |
| 8  | The Game                         | Il Gioco                  | 20 giugno 2011   | 4 ottobre 2011    |
| 9  | It's Not The Fall That Kills You | Sport Estremi             | 27 giugno 2011   | 11 ottobre 2011   |
| 10 | Stolen                           | Un Dolore Che Non Passa   | 4 luglio 2011    | 11 ottobre 2011   |
| 11 | In Deep                          | In Alto Mare              | 4 luglio 2011    | 18 ottobre 2011   |
| 12 | Break Out                        | La Fuga                   | 11 luglio 2011   | 18 ottobre 2011   |
| 13 | The Dunes                        | Fra le Dune               | 18 luglio 2011   | 25 ottobre 2011   |
| 14 | Chemical Brothers                | Il Terzo Fratello         | 25 luglio 2011   | 25 ottobre 2011   |
| 15 | The Carter Redemption            | Rapinatore Gentiluomo     | 25 luglio 2011   | 1º novembre 2011  |
| 16 | Storm Chaser                     | Il Cacciatore di Tempeste | 1º agosto 2011   | 1º novembre 2011  |
| 17 | Art Attack                       | Eredità Perduta           | 8 agosto 2011    | 8 novembre 2011   |
| 18 | Missing Pieces                   | Pezzi Mancanti            | 15 agosto 2011   | 8 novembre 2011   |
| 19 | Class of Their Own               | Festa di Fine Anno        | 22 agosto 2011   | 15 novembre 2011  |
| 20 | The Intervention                 | La Proposta               | 29 agosto 2011   | 15 novembre 2011  |
| 21 | Bad Company                      | Cattive Compagnie         | 29 agosto 2011   | 22 novembre 2011  |
| 22 | Two Fires                        | Tra Due Fuochi            | 5 settembre 2011 | 22 novembre 2011  |